# Jon Oliva
John Nicholas Oliva (New York, Bronx, 1960. július 22. –) amerikai zenész, zeneszerző, multiinstrumentalista, aki a Savatage együttes meghatározó dalszerzőjeként vált ismertté. Öccse Criss Oliva, aki a Savatage gitárosa volt, egészen 1993. október 17-én bekövetkezett haláláig. Emellett a Trans-Siberian Orchestra zenekar egyik fő dalszerzője, de a Jon Oliva's Pain zenekarral is ad ki lemezeket 2004 óta. A 90-es években egy Doctor Butcher névre keresztelt projektet is futtatott, de a Circle II Circle számára is írt dalokat.

## Életrajz

### Korai évek
Három testvérével nőtt fel, kik közül Joann volt a legidősebb. Őt a két évvel fiatalabb Tony követte, aki 1954-ben született. Az 1960-ban született Jon Oliva volt a harmadik gyermek a családban, akit 3 évvel később követett Criss Oliva. A család meglehetősen sokat költözött, több mint négy évig éltek Kaliforniában, mígnem Floridába költöztek a 70-es évek derekán. 5-6 éves korában látta a Beatlest az Ed Sullivan Showban ami nagy hatást gyakorolt rá. Meglehetősen hamar elkezdett érdeklődni a zene iránt, apja gyakran tanítgatta zongorázni. Jon a zongora mellett elkezdett foglalkozni a gitárral, a basszusgitárral, valamint a dobokkal is. Mivel basszusgitár nem volt a házban, ezért Jon Oliva vett egy zöldszínű, könnycsepp alakú hangszert, ami elmondása szerint a világ legrondább basszusgitárja volt.
A California Jam fesztiválon látta a Black Sabbathot, ami még inkább zenélésre ösztönözte.
Öccsével Criss Oliva gitárossal kisebb rendezvényeken is felléptek, ahol Deep Purple, ZZ Top, Iron Maiden, Black Sabbath és KISS dalokat adtak elő.
Bár Criss és Jon is gitározott, hamar kiderült, hogy Criss-nek több érzéke van a hathúroshoz, így Jon elkezdett komolyabban foglalkozni az énekléssel.
1978-ban kirúgták a középiskolából, így Jon hamarosan egy újabb zenekarban találta magát. A Metropolis névre keresztelt formáció Bad Company, Alice Cooper és KISS feldolgozásokat játszott. Az együttes 1978-ban készített egy 2 dalos (Take Off With The Crowd, és Let's Get Rowdy) demót, majd elkezdtek koncertezni a Florida környéki klubokban. Jon azonban hamar megunta a dolgot, és inkább egy új együttest hívott életre. Ő az Alien formációban, míg testvére Criss egy Tower névre keresztelt együttesben játszott. A két zenekar egyesüléséből jött létre a Savatage elődjének tekinthető Avatar, melyben ismét együtt játszott a két testvér. Criss gitározott, míg Jon dobolt és énekelt.
Steve Wacholz ez idő tájt lett az Avatar tagja, de már korábban is ismerte a két Oliva testvért. Mivel Wacholz ült a dobok mögé, így Oliva basszusgitárra váltott. Nem sokkal később csatlakozott hozzájuk Keith Collins basszusgitáros, így Jon csak az éneklésre koncentrálhatott. Az együttes több demófelvételt is készített, még mielőtt felvették volna a Savatage nevet.

### Savatage
A Savatage debütáló albuma 1983-ban Sirens címmel jelent meg. A következő anyag The Dungeons Are Calling címmel jelent meg, melyet az 1986-os Fight for the Rock követett. Jon ekkortájt pop-rock előadók számára is írt dalokat, melyekből a Fight for the Rock albumra is feltettek néhányat. Az album megbukott, de a következő Hall of the Mountain King album visszaadta a rajongók hitét. Ekkor csatlakozott az együtteshez Paul O’Neill, mint külsős dalszerző és producer.
Az 1989-ben megjelent Gutter Ballet is pozitív kritikákban részesült, melyet a Streets: A Rock Opera követett, mely Jon Oliva szerint egyértelműen a legjobb Savatage album. Ez az album egy minden korábbinál epikusabb, progresszívebb irányt képviselt, mely változást Jon Oliva kezdeményezte. Jon miután egy torontoi színházban megnézte Andrew Lloyd Webber hírhedt Az Operaház Fantomja musicaljét, elhatározta, hogy egy teátrálisabb irányba viszi tovább az együttest. Az album egy konceptlemez, melynek főszereplője, egy a karrierje mélypontján levő "DT Jesus" nevű rocksztár. A történet egyes pontjai azonban Jon Oliva életét tükrözik, aki ekkoriban komoly drog és alkohol problémákkal küszködött.
A lemezt népszerűsítő turné után azonban Jon elhagyta az együttest. Hivatalos okként a különböző projektjeit említette, melyekkel több időt szeretett volna foglalkozni. Egy Doctor Butcher névre keresztelt formációt hozott létre, de a tervei közt szerepelt egy Romanov névre keresztelt musical is.
Jon utolsó fellépése a Savatage tagjaként 1992-ben volt a Tampa Music Awards rendezvényen. Helyére Zachary Stevens került. A kiszállása után készült el az 1994-es Doctor Butcher korong, melyen Chris Caffery is szerepelt, aki korábban megfordult a Savatage soraiban is. A dobokat John Osborn játszotta fel a lemezre, melyet az Atlantic Records jelentetett meg. A lemez 8000 dollár költségvetésből készült. A megjelenést koncertek is követték, melyek egyikén Criss Oliva is megjelent a színpadon, hogy együtt adják elő a Savatage Sirens dalát.
1993. október 17-én egy közúti balesetben elhunyt öccse Criss Oliva gitáros. A történtek nagyon felkavarták Jont, fájdalmát a Handful of Rain című Savatage albummal próbálta enyhíteni. A lemezen Alex Skolnick pótolta Crisst, míg a dalokat Jon írta egymaga. Így a Handful of Rain egy Jon Oliva szólólemeznek is tekinthető. Ugyan Jon nemvolt hivatalosan a Savatage tagja, de ezekben az időkben is kivette részét a dalszerzésből. Az 1995-ös Dead Winter Dead albumon újra hallatta hangját is, csakúgy mint az 1997-es The Wake of Magellan albumon.
2000-ben hozzájárult a Perfect Christmas Night című dal megszületéséhez, mely a A Grincs című Jim Carrey filmben hangzott el.
2001-ben Zachary Stevens családi okokra hivatkozva elhagyta a Savatage sorait, így a 2001-ben megjelent Poets and Madmen albumot teljes egészében Jon Oliva énekelte fel, mely máig az együttes utolsó stúdióalbuma.

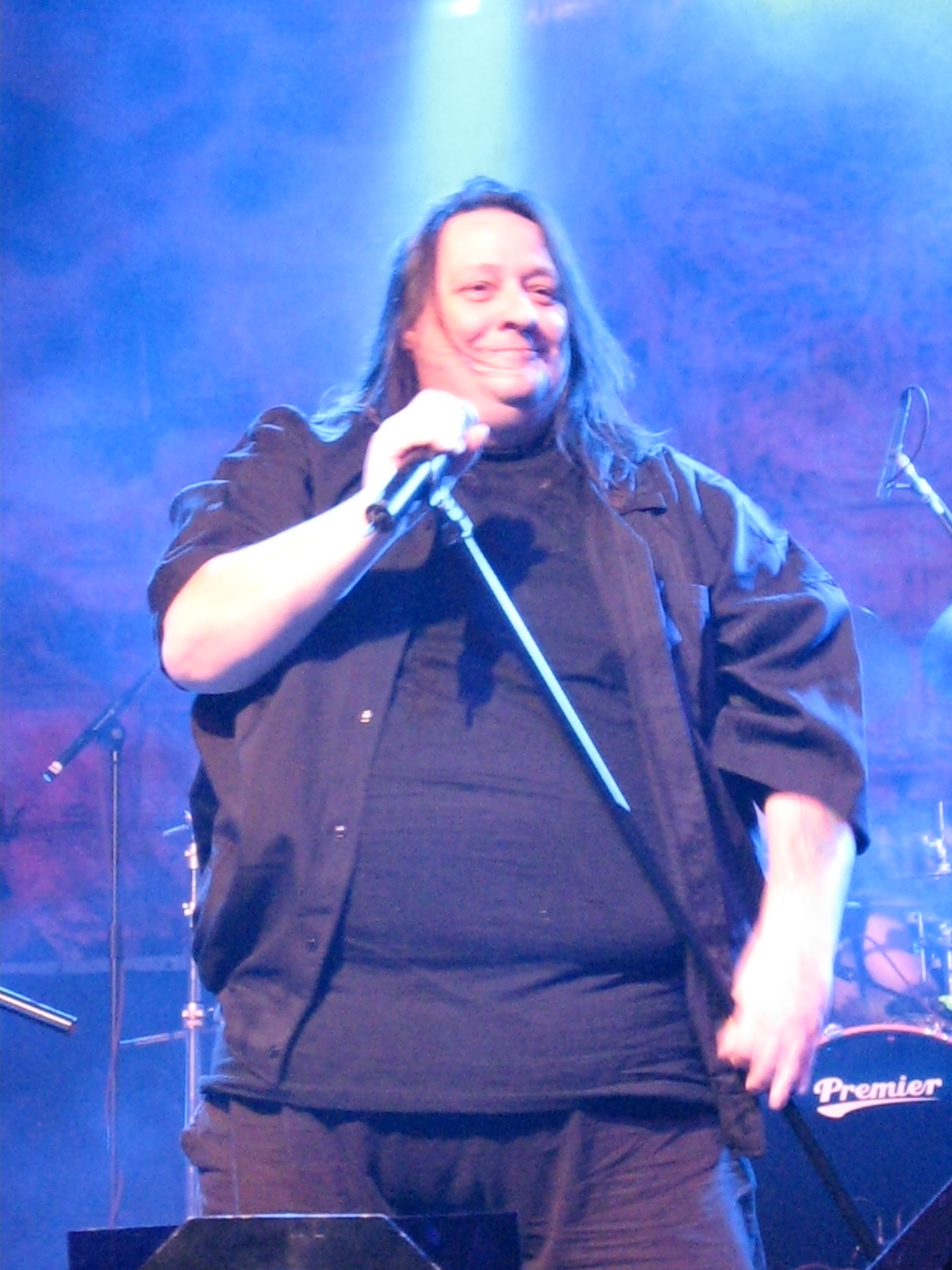
Jon Oliva saját zenekara a Jon Oliva's Pain élén.

### Trans-Siberian Orchestra, Jon Oliva's Pain
A Dead Winter Dead albumon szereplő Christmas Eve/Sarajevo dal nemvárt módon akkora sikert aratott, hogy még a listákra is felkerült. A sikeren felbuzdulva Jon Oliva, Paul O'Neill, Robert Kinkel és Al Pitrelli társaságában létrehozta a Trans-Siberian Orchestra zenekart, mely a Savatage epikusabb, szimfonikusabb oldalát domborítja ki. Az 1996-ban debütált zenekar eddig öt nagylemezt adott ki, melyek mind óriási sikert arattak, jóval túlszárnyalva a Savatage korábbi eladási mutatóit. Az együttes látványos koncertjei révén nagy arénákban léphet fel, így Jon Oliva a 2000-es évektől már teljes erőbedobással intézi a formáció ügyeit. Ezért a Savatage háttérbe szorult, a 2010-ben kiadott Still The Orchestra Plays: Greatest Hits Vol. 1 & 2 válogatásalbummal Jon Oliva lezártnak tekinti a Savatage pályafutását.
A Jon Oliva's Pain zenekart 2003-ban hozta létre, melyet a Savatage reinkarnációjának tart. Az együttes először 2004-ben jelentkezett lemezzel, mely 'Tage Mahal címmel jelent meg. Ez követte a Maniacal Renderings 2006-ban, és a Global Warning 2008-ban. Legutolsó lemezük Festival címmel 2010-ben jelent meg.
Emellett Jon külsős dalszerzőként szerepelt a Circle II Circle 2003-as debütáló albumán, mely Watching in Silence címmel jelent meg.
Jon Oliva legfőbb zenei hatásai közé a Black Sabbath, a Queen, és a Beatles sorolható, valamint a Deep Purple, az Iron Maiden, de szívesen hallgat komolyzenét is, vagy olyan extrémebb hangzású zenekarokat, mint a Deicide.

## Diszkográfia

### Savatage
- Sirens (1983)
- The Dungeons Are Calling EP (1984)
- Power of the Night (1985)
- Fight for the Rock (1986)
- Hall of the Mountain King (1987)
- Gutter Ballet (1989)
- Streets: A Rock Opera (1991)
- Edge of Thorns (1993)
- Handful of Rain (1994)
- Dead Winter Dead (1995)
- The Wake of Magellan (1998)
- Poets and Madmen (2001)

### Trans-Siberian Orchestra
- Christmas Eve and Other Stories (1996)
- The Christmas Attic (1998)
- Beethoven's Last Night (2000)
- The Lost Christmas Eve (2004)
- Night Castle (2009)

### Jon Oliva's Pain
- 'Tage Mahal (2004)
- Maniacal Renderings (2006)
- Global Warning (2008)
- Festival (2010)

### Doctor Butcher
- Doctor Butcher (1994)

### Circle II Circle
- Watching in Silence (2003)

### Szóló
- Raise the Curtain (2013)